# Křížkový Újezdec
Křížkový Újezdec är en ort i Tjeckien.   Den ligger i regionen Mellersta Böhmen, i den centrala delen av landet, 21 km sydost om huvudstaden Prag. Křížkový Újezdec ligger 448 meter över havet och antalet invånare är 146.
Terrängen runt Křížkový Újezdec är platt åt nordost, men åt sydväst är den kuperad. Křížkový Újezdec ligger uppe på en höjd. Runt Křížkový Újezdec är det ganska tätbefolkat, med 108 invånare per kvadratkilometer. Närmaste större samhälle är Žižkov, 19,5 km nordväst om Křížkový Újezdec. I omgivningarna runt Křížkový Újezdec växer i huvudsak blandskog.